# Арнульф (герцог Шампані)
Арнульф I (*Arnulf  бл. 690  —723) — герцог Шампані у 715—723 роках.

## Життєпис
Походив з роду Піпінідів. Син Дрогона, герцога Шампані та мажордома Бургундії, і Анструди. Народився близько 690 року. У 708 року помер його батько. Після цього виховувався разом з братами у бабусі.
У 715 році після смерті діда Піпіна Герістальського отримав посаду герцога Шампані. Водночас почалося боротьтьба баці Плектруди проти Карла Мартела, сина Піпіна від наложниці. Арнульф разом з братами Годфрідом і Піпіном став на бік Плектруди. Боротьба тривала з перемінним успіхом з 716 до 723 року, коли Арнульф потрапив у полон. Недвдовзі він помер у в'язниці.